# (3170) Dzhanibekov
(3170) Dzhanibekov (1979 SS11) – planetoida z grupy pasa głównego asteroid okrążająca Słońce w ciągu 5,02 lat w średniej odległości 2,93 au. Odkryta 24 września 1979 roku.